# Histoires de voyages dans le temps
Histoires de voyages dans le temps est le dixième volume de la première série de La Grande anthologie de la science-fiction, publié en 1975 et de nouveau publié sous la même forme mais avec une page de couverture différente en 1985.
Préfacé par Jacques Goimard, l'ouvrage réunit dix-neuf nouvelles parues entre 1943 et 1962.

## Publications
- Jacques Goimard (dir.), Histoires de voyages dans le temps, Le Livre de poche no 3772, 1975.
- Une réédition est intervenue en 1984) sous le même titre, 442 p., 11 x 16,5 cm  (ISBN 2-253-00769-2).
- Une anthologie réduite a été rééditée en 1997 contenant les nouvelles 13, 14, et 19 ainsi que les nouvelles 1 et 14 du recueil Les Mondes francs : Gérard Klein (dir.), Histoires de voyages dans le temps - Les maîtres de la science-fiction, Le Livre de poche no 7198, Paris, 1997, 96 p., 11 x 18 cm  (ISBN 2-253-07198-6).

## Extrait de la préface
« (…) Voyager dans l’avenir, c’est prévoir ce qui va se produire, le prévenir si c’est un malheur, le mettre à profit si c’est un avantage ; voyager dans le passé, c’est retrouver la saveur des souvenirs heureux et rectifier les erreurs, les échecs, les coups du sort déjà révolus. Tout cela est fort beau, à condition de revenir au point de départ pour jouir en paix du fruit de l’entreprise ; mais, dans la quasi-totalité des récits, il y a le retour… 

(…) L'essentiel, c'est que le voyage dans l'avenir est un défi à ma mort et plus profondément à mon destin. Deux défis bien distincts qui concernent chacun d'entre nous. (…) La vocation du voyage dans le temps est de nous prendre au piège de notre rationalité et de pousser les choses tellement loin que le couvercle saute. À cet égard il représente en quelque sorte la science-fiction sous sa forme la plus pure, la plus quintessentielle. (…) »
— Extraits de la préface

## Nouvelles

### Les Dominos
- Auteur : Cyril M. Kornbluth.
- Titre original : Dominoes.
- Nouvelle traduite de l’anglais par Marcel Battin, initialement parue dans Star Science Fiction Stories (en), février 1953.

### Par ici la sortie
- Auteur : Lester del Rey.
- Titre original : And It Comes Out There.
- Nouvelle traduite de l’anglais par Marcel Battin, initialement parue dans Galaxy Science Fiction no 5, février 1951.

### Le Paradoxe perdu
- Titre original : Paradox Lost
- Nouvelle traduite de l’anglais par Frank Straschitz, initialement parue dans Astounding Science Fiction n°155, octobre 1943.
- Auteur : Fredric Brown

### Les Éclaireurs
- Titre original : The Pathfinders
- Nouvelle traduite de l’anglais par François Valorbe, initialement parue dans New Worlds Science Fiction, mars 1960.
- Auteur : Donald Malcolm
- Résumé : Les États-Unis envoient deux voyageurs du temps dans le futur, Grassick et Shirreff. Ils font un bond de 100 millions d'années dans le futur. Quand ils arrivent dans cette époque future, la Terre est sans vie : aucun être humain, aucun animal, aucun végétal. Ils ignorent qu'une Créature, vieille de plusieurs centaines de milliers d'années, est là, et les surveille. Cette Créature sait qu'elle va bientôt mourir, après avoir anéanti toute vie terrestre. Elle est étonnée de découvrir deux être vivants aussi frustes, mais venant d'une période antérieure à sa naissance. Ces êtres, bizarrement, n'ont aucune peur. Et ils en croient en une entité mystérieuse, qu'ils dénomment Dieu. Qu'est-ce que cela peut être ? La Créature est contente d'avoir reçu la visite des deux humains, qui lui ont fait un cadeau sans le savoir. Elle décide de leur faire un cadeau en retour : le premier humain souhaiterait avoir une meilleure vue de l'anneau ceinturant la Terre ; elle le déplace vers l'équateur. Le second humain souhaite s'établir sur cette nouvelle Terre, et envisager le repeuplement de la planète ; elle lui envoie un rêve d'une cité d'argent dans le futur. Plusieurs heures après, les humains font le point : l'un va rester et monter les bases d'un nouveau départ de colonisation sur Terre ; l'autre va retourner au XXe siècle pour faire les démarches administratives, financières et politiques adéquates. La nouvelle se termine par cette phrase : « Une grande paix descendit sur la Terre. »
- Liens externes :
  - Liste des publications, selon iSFdb
  - « Liste des publications en France » sur le site NooSFere

### L’Enfant trop curieux
- Titre original : The Curious Child
- Nouvelle traduite de l’anglais par Michel Deutsch, initialement parue dans Fantastic, juin 1954.
- Auteur : Richard Matheson

### Le Jardin du temps
- Titre original : The Garden of Time
- Nouvelle traduite de l’anglais par Élisabeth Gille, initialement parue dans The Magazine of Fantasy & Science Fiction n°129, février 1962.
- Auteur : J. G. Ballard
- Résumé : Le comte Axel et sa femme ont, dans leur superbe propriété, un Jardin du temps. Malheureusement, la plupart des fleurs ont été coupées, et le Jardin se meurt lentement. Chaque fois qu'une fleur du Jardin est coupée, elle fait reculer l'armée de barbares que l'on voit là-bas, au loin, à l'horizon. Mais après, les effets de la fleur coupée s'atténuent avant de disparaître, et à ce moment-là, l'armée avance. Jour après jour, Axel coupe les fleurs, il n'en reste plus beaucoup ; l'armée est maintenant au milieu de la plaine. Puis elle s'avance aux portes de la demeure. Enfin Axel coupe la dernière fleur. Tenant sa femme dans ses bras, il voit avancer l'armée barbare, qui pénètre dans la propriété, détruisant et pillant les bâtiments. Les membres de la horde ne remarquent même pas la présence de deux statues de pierre, celle d'un homme barbu, et celle d'une femme, tenant en sa main les restes d'une rose.
- Liens externes :
  - Liste des publications, selon iSFdb
  - « Liste des publications en France » sur le site NooSFere

### Souvenir lointain
- Titre original : The Long Remembering
- Nouvelle traduite de l’anglais par Francis Carsac, initialement parue dans The Magazine of Fantasy & Science Fiction no 78, novembre 1957.
- Auteur : Poul Anderson

### La Cure
- Titre original : The Cure
- Nouvelle traduite de l’anglais par Marcel Battin, initialement parue dans Astounding Science Fiction n°186, mai 1946, sous le pseudonyme de Lewis Padgett.
- Auteurs : Henry Kuttner et Catherine Lucille Moore

### Le Troisième Sous-sol
- Titre original : The Third Level
- Nouvelle du genre fantastique, traduite de l’anglais par Gilbert Ibéry, initialement parue dans Collier's, 7 octobre 1950.
- Auteur : Jack Finney
- Résumé : Dans la Gare centrale de New York, il n'y a que deux sous-sols. Or Charley, un jour, par on ne sait quelle distorsion de l'Espace-temps, descend au troisième sous-sol. Et là, quand il remonte à l'air libre, il se retrouve dans le New-York de 1894 ! Il découvre ce monde nouveau vieux de 60 ans, et décide d'y retourner « en touriste », cette fois avec des billets de banque valables au XIXe siècle. Mais jamais il ne retrouva le chemin pour accéder à ce troisième sous-sol ! Il parle de cette étrange aventure à son psychiatre, qui l'écoute mais qui lui suggère de se consacrer à sa collection de timbres anciens léguée par son grand-père. Pour tenter d'oublier cette étrange aventure, Charley se met à reclasser l'immense collection de timbres de son grand-père. Et un jour il tombe sur une enveloppe contenant un beau timbre, et aussi un étrange message : un dénommé Sam a envoyé un courrier en 1894 à son grand-père, et ce courrier s'adresse à lui, Charley ! Le courrier explique que Sam a découvert le troisième sous-sol de la gare centrale, et qu'il est allé vivre en 1894. Il demande à Charley de venir le rejoindre avec sa femme, car tout est bien plus sympathique et facile à cette époque. Il se trouve que Sam était son psychiatre !
- Liens externes :
  - Liste des publications, selon iSFdb
  - « Liste des publications en France » sur le site NooSFere

### L'Homme qui était arrivé trop tôt
- Titre original : The Man Who Came Early
- Nouvelle traduite de l’anglais par Bruno Martin, initialement parue dans The Magazine of Fantasy & Science Fiction n°61, juin 1956.
- Auteur : Poul Anderson

### Sombre Interlude
- Titre original : Dark Interlude
- Nouvelle traduite de l’anglais par Jean Sendy, initialement parue dans Galaxy Science Fiction n°4, janvier 1951.
- Auteurs : Fredric Brown et Mack Reynolds
- Remarque : Écrite pendant la ségrégation raciale, la nouvelle met en exergue le racisme des « petits blancs » du sud des États-Unis qui haïssent les Noirs et la notion d’Étranger.

### Saison de grand cru
- Titre original : Vintage Season
- Nouvelle traduite de l’anglais par P. J. Izabelle, initialement parue dans Astounding Science Fiction no 190 (septembre 1946) sous le pseudonyme de Lawrence O'Donnell.
- Auteurs : Henry Kuttner et Catherine Lucille Moore
- Remarque : La nouvelle a été adaptée au cinéma par le film Timescape (1992).

### Expérience
- Titre original : Experiment
- Micronouvelle, traduite de l’anglais par Jean Sendy, initialement parue dans Galaxy Science Fiction n°39, février 1954.
- Auteur : Fredric Brown
- Lire la nouvelle sur Gutenberg.org en anglais
- Remarque : Cette micronouvelle est la première partie de Two Timer. Experiment peut être rapprochée d'une autre micronouvelle, intitulée F.I.N..

### Moi, moi et moi
- Auteur : William Tenn.
- Titre original : Me, Myself and I.
- Nouvelle traduite de l’anglais par Frank Straschitz, initialement parue dans Planet Stories, vol.3 n°9, hiver 1947 sous le pseudonyme de Kenneth Putman.

### Regard en arrière
- Auteur : Jack Williamson.
- Titre original : Hindsight.
- Nouvelle traduite de l’anglais par Pierre Billon, initialement parue dans Astounding Science Fiction n°114, mai 1940.
- Parutions :
  - France : Le renégat (1965)
  - France : Regard en arrière (1975)
  - Allemagne : Späte Einsicht (1980)
  - Russie : Взгляд в прошлое (1992)
- Résumé : Brek Veronar était, il y a plusieurs décennies de cela, un Terrien nommé William Webster. Il était amoureux de la belle Elora Ronee. Mais celle-ci a préféré vivre avec un autre homme, Tony Grimm. Il a changé de nom, et mis ses talents d'ingénieur de génie au service d'un dictateur, l'Astrarque, chef de pirates spatiaux, qui a décidé de conquérir la Terre. Pour cela, l'Astrarque va utiliser une arme inventée par Veronar, l'« autopointeur », qui permet de déterminer, plusieurs minutes, plusieurs heures, plusieurs jours à l'avance, la position d'un vaisseau spatial ou d'une flotte spatiale. Dans le conflit militaire contre la Terre, cette arme est un atout essentiel pour l'Astrarque. Lorsque débute la nouvelle, Brek Veronar vient de recevoir la visite d'Elora, qui le supplie de ne plus aider l'Astrarque, et de se mettre du côté des Terriens. Veronar, que tout le monde appelle depuis longtemps « le Renégat », refuse net. Derrière son refus, la jalousie à l'égard de Tony : mais pourquoi donc la belle Elora ne l'a-t-elle pas choisi, lui ? Plus tard, devant l'Astrarque, on lui propose un séjour sur Mars ; or c'est là qu'Elora lui proposait de se rendre pour changer de camp. Veronar raconte l'entière vérité à l'Astrarque, et révèle le lieu exact où se trouve le vaisseau d'Elora. L'Astrarque lui répond que le vaisseau est déjà détruit, et que la question lui était posée pour vérifier s'il était fiable, ce qui est le cas. Plusieurs jours se passent. La flotte de l'Astrarque est prête à attaquer la flotte terrienne. L'autopointeur est prêt. Le combat s'engage, et voit… la destruction d'une grande partie de la flotte pirate ! Les Terriens ont gagné, sans doute parce que Tony Grimm a développé, de son côté, un autopointeur plus puissant encore que celui de Veronar. Mais Veronar ne s'avoue pas vaincu. Il est persuadé que l'on peut changer le passé. Grâce à l'autopointeur, il découvre le point nodal du changement : il y a très longtemps, Elora avait le choix d'inviter Veronar, ou Tony, à aller au cinéma avec elle. Dans l'histoire telle qu'elle a eu lieu, elle est sortie avec Veronar, Tony allant assister à une conférence scientifique lui donnant des idées nouvelles pour créer un autopointeur spécial. Par l'utilisation d'un fort champ énergétique, Veronar parvient à changer le cours du temps : Elora vient de proposer à Tony se sortir avec elle, si bien qu'il n'a jamais assisté à la conférence, et que c'est Veronar qui y a assisté. L'autopointeur le plus puissant d'aujourd'hui est donc celui de Veronar : il y a eu, en quelque sorte, un échange d'autopointeur entre les Terriens et les pirates ! Un deuxième combat va avoir lieu : plus que trois minutes, plus que deux minutes, plus qu'une minute. Veronar sait que le combat va être court et décisif. Soudain il se rend compte qu'il déteste l'Astrarque, que son comportement était guidé par la jalousie amoureuse, et qu'à cause de lui sa planète natale va être asservie. Réalisant qu'il est, en fin de compte, Terrien et qu'il s'appelle William Webster, il arrête brutalement l'autopointeur, tandis que la flotte Terrienne s'apprête à tirer. La « défaite de l'Astrarchie et la liberté nouvelle de la Terre sont fixées dans le temps — pour toujours ».
- Liens externes :
  - Liste des publications, selon iSFdb
  - « Liste des publications en France » sur le site NooSFere

### Comment fut découvert Morniel Mathaway
- Auteur : William Tenn.
- Titre original : The Discovery of Morniel Mathaway.
- Nouvelle traduite de l’anglais par Frank Straschitz, initialement parue dans Galaxy Science Fiction n°59, octobre 1955.

### La Patrouille du temps
- Auteur : Poul Anderson.
- Titre original : Time Patrol.
- Nouvelle traduite de l’anglais par Bruno Martin, initialement publiée dans The Magazine of Fantasy & Science Fiction n°48, mai 1955.

### Le Temps et la3eAvenue
- Auteur : Alfred Bester.
- Titre original : Of Time and Third Avenue.
- Nouvelle traduite de l’anglais par Frank Straschitz, initialement parue dans The Magazine of Fantasy & Science Fiction n°10, octobre 1951.
- Résumé : Un homme s'arrange pour rencontrer Oliver Wilson Knight ; pour cela il remet un billet de 100 dollars à Macy. Plus tard, il entre en contact avec Knight, jeune homme intelligent et prometteur. L'homme explique à Knight, qui est accompagné de sa fiancée Jane Clinton, qu'il sait que Knight croit avoir récemment acheté l'agenda de 1950, qui contient toutes sortes d'informations d'ordre économique et social. Or en fait, par suite d'une erreur, Knight a acheté l'agenda de 1990. Il demande à Knight de bien vouloir lui remettre cet agenda. Il est un patrouilleur temporel chargé de rectifier les erreurs temporelles. Une conversation s'engage avec Knight, qui est très tenté de refuser la demande de l'inconnu : connaître les statistiques de l'avenir, c'est avoir la connaissance, par conséquent l'argent et le pouvoir. Pourquoi refuserait-il tout cela ? L'homme lui répond qu'il sait que Knight n'est pas un voleur, et qu'il voudra réussir sa vie sans aucune aide extérieure. Triche-t-on lorsqu’on fait une réussite ? Après réflexion, et une intervention de Jane qui le presse de remettre l'agenda, Oliver finit par obtempérer. L'homme le remercie chaleureusement, et lui indique, avant de partir, que Macy a un indice le concernant, au sujet de sa vie future. Étonné, Oliver va voir Macy, qui est furieux car le billet de 100 dollars remis précédemment est un faux. Oliver jette un coup d'œil sur le billet, pâlit, et donne à Macy un chèque de 100 dollars pour l'indemniser. Jane lui demande des explications, et Oliver lui fait remarquer que le billet indique dans son coin inférieur droit : « Série 1980-D » et au-dessous, sous la signature, la mention « Oliver Wilson Knight, Secrétaire au Trésor ».
- Liens externes :
  - Liste des publications, selon iSFdb
  - « Liste des publications en France » sur le site NooSFere

### Vous les zombies…
- Titre original : All You Zombies…
- Nouvelle traduite de l’anglais par Michel Deutsch, initialement parue dans The Magazine of Fantasy & Science Fiction n°94, mars 1959.
- Auteur : Robert A. Heinlein

## Nouvelles impliquant des voyages dans le temps et publiées dans d'autres volumes deLa Grande Anthologie
Faute de place, de nombreuses nouvelles impliquant des voyages dans le temps ont été publiées dans d'autres volumes de La Grande Anthologie de la science-fiction :
Liste non exhaustive
- Le recueil Histoires paradoxales, dont la plupart des nouvelles concernent le voyage dans le temps.
- Dans Histoires de la quatrième dimension :
  - L'Homme qui apparut de H. Beam Piper (1948)
  - L'Autre Univers de Poul Anderson (1955)
- Dans Histoires de médecins :
  - La Petite Sacoche noire de Cyril M. Kornbluth (1950)
- Hors cette anthologie, dans le recueil Fantômes et Farfafouilles, la nouvelle Les Vies courtes et heureuses d'Eustache Weaver de Fredric Brown.